# Epidendrum centropetalum
Epidendrum centropetalum es una especie de orquídea epífita del género Epidendrum.

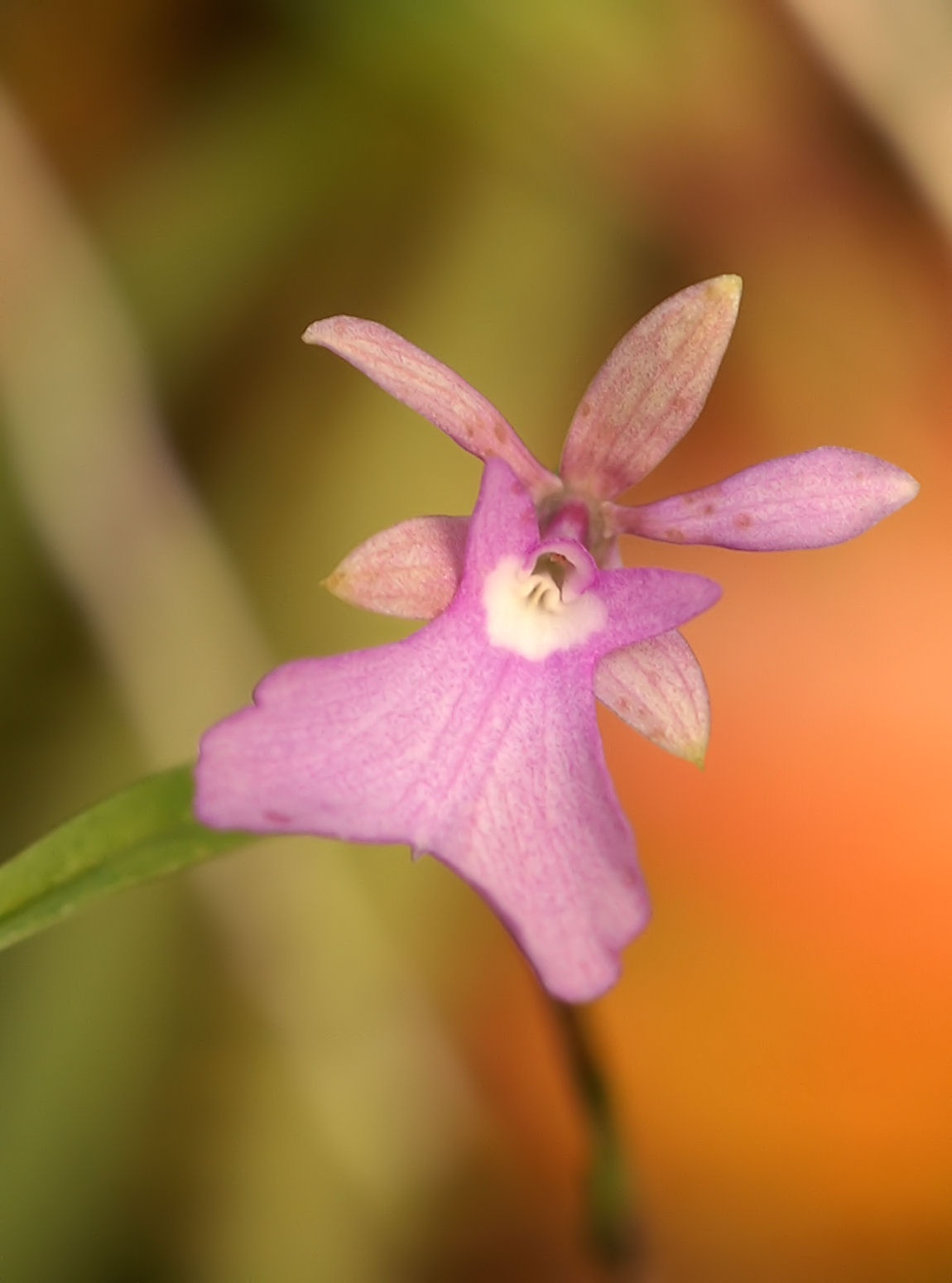
Detalle de la flor

## Descripción
Es una orquídea de tamaño pequeño a mediano, que prefiere el clima cálido y que crece con tallos delicados que pueden producir plántulas con hojas linear-lanceoladas, brillantes que tiene un patrón en crecimiento que requieren de alta humedad y agua durante todo el año, pero menos cuando está madura. Florecerá en una inflorescencia terminal, con pocas a muchas flores al final del invierno, primavera y principios del verano. Se puede encontrar fácilmente en árboles frutales.

## Distribución
Se encuentra en Nicaragua, Costa Rica y Panamá en el bosque húmedo montano bajo de hoja perenne y los bosques semi-caducifolios de elevaciones de 1200 a 1500 metros. 

## Taxonomía
Epidendrum centropetalum fue descrita por Heinrich Gustav Reichenbach y publicado en  Botanische Zeitung (Berlin) 10(42): 732–733. 1852.
Etimología
Ver: Epidendrum
centropetalum: epíteto
Sinonimia
- Epidendrum aberrans Schltr.
- Epidendrum centradenia (Rchb.f.) Rchb.f.
- Epidendrum leprosum Schltr.
- Epidendrum tenuiflorum Schltr.
- Oerstedella aberrans (Schltr.) Hamer
- Oerstedella centradenia Rchb.f.
- Oerstedella centropetala (Rchb.f.) Rchb.f.
- Oerstedella tenuiflora Hágsater[3][4]